# Marcaltő
Marcaltő è un comune dell'Ungheria di 876 abitanti (dati 2001). È situato nella contea di Veszprém.